# Wilmington-Massaker

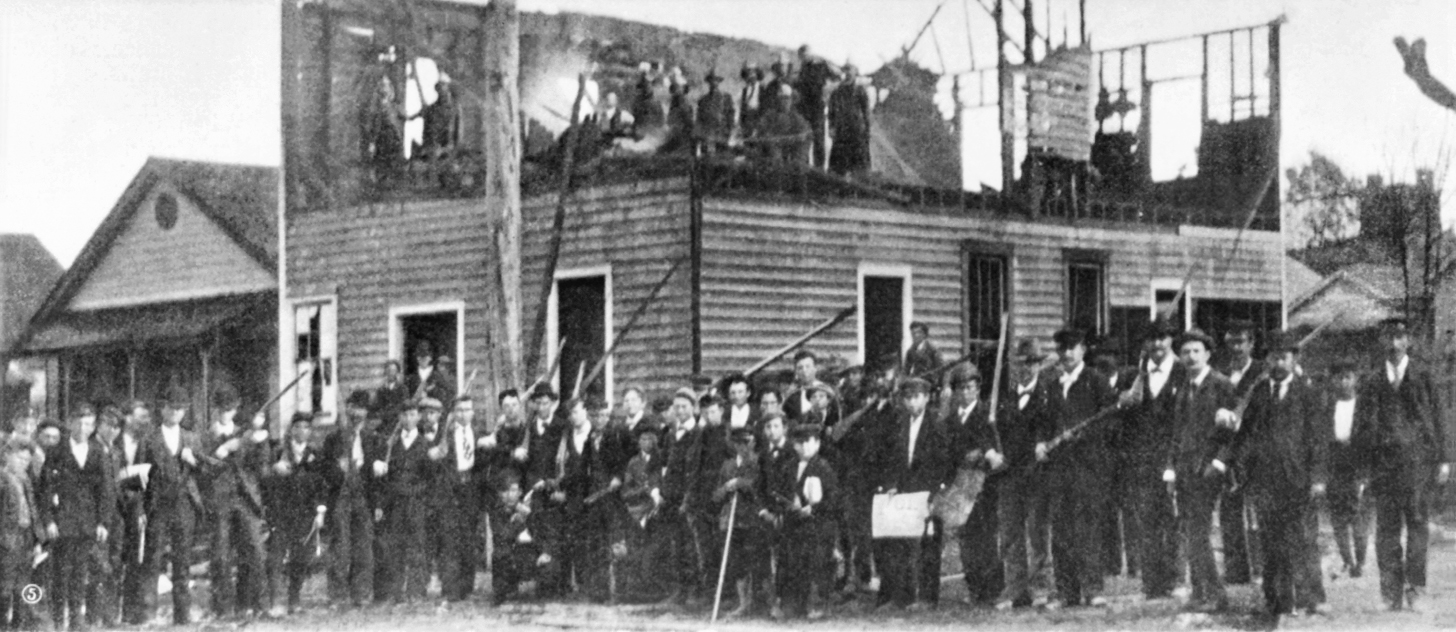
Bewaffnete Aufständische vor dem abgebrannten Gebäude der afroamerikanischen Lokalzeitung The Daily Record

Das Wilmington-Massaker, auch bekannt als Aufstand von Wilmington oder der Coup von Wilmington, war ein gewalttätiger Umsturz der Countyverwaltung durch weiße Suprematisten in Wilmington, North Carolina am 10. November 1898. Dabei vertrieb ein Mob von 2000 weißen Männern die ordnungsgemäß gewählte Regierung des New Hanover Countys, die von Mitgliedern der Fusion Party gestellt wurde, afroamerikanische Oppositionelle und Kleinunternehmer. Außerdem wurden deren Geschäfte sowie das Gebäude der afroamerikanischen Lokalzeitung The Daily Record zerstört. Bei dem Massaker, das zu den sogenannten Rassenunruhen in den Vereinigten Staaten gezählt wird, kamen schätzungsweise zwischen 60 und 300 Afroamerikaner ums Leben.

## Hintergrund
Das Hauptziel der Aufständischen beziehungsweise weißen Suprematisten bei diesem Massaker war, sämtlichen wirtschaftlichen und politischen Fortschritt, den die schwarze Bevölkerung in Wilmington seit der Reconstruction erlebt hatte, zunichtezumachen.

## Folgen
Die im Solid South dominierenden weißen Demokraten, die nach der Vertreibung der Fusionisten und Republikaner aus Wilmington die Regierung übernahmen, schätzten die Opferzahl auf 12 bis 14 Tote. Dagegen gingen weniger voreingenommene Beobachter von mehreren Hundert Toten aus. Der amerikanische Schriftsteller Charles W. Chesnutt beschrieb 1901 in seinem Roman The Marrow of Tradition das Wilmington-Massaker.
Der Aufstand war der einzige erfolgreiche Sturz einer legitimierten Stadtregierung in der amerikanischen Geschichte und legte den Grundstein für die Jim-Crow-Gesetze und die Entrechtung der Wähler, die in North Carolina folgten. Es zerstörte außerdem eine blühende schwarze Gemeinschaft von Fachleuten und Handwerkern, die flüchteten und nie wieder zurückkehrten. Er leitete eine Ära der Rassentrennung und der effektiven Entrechtung von Afroamerikanern im gesamten Süden ein.